# Јакушевец Забочки
Јакушевец Забочки је насељено место у саставу града Забока у Крапинско-загорској жупанији, Хрватска. До територијалне реорганизације у Хрватској налазио се у саставу старе општине Забок.

## Становништво
На попису становништва 2011. године, Јакушевец Забочки је имао 364 становника.

## Попис1991.
На попису становништва 1991. године, насељено место Јакушевец Забочки је имало 382 становника, следећег националног састава:
| Попис 1991.‍ | Попис 1991.‍ | Попис 1991.‍ | Попис 1991.‍ | Попис 1991.‍ |
| ----------- | ----------- | ----------- | ----------- | ----------- |
|             |             |             |             |             |
| Хрвати      | Хрвати      |             | 379         | 99,21%      |
| Срби        | Срби        |             | 2           | 0,52%       |
| непознато   | непознато   |             | 1           | 0,26%       |
| укупно: 382 |             |             |             |             |